# Sykkuno
Sykkuno ( /ˌ s aɪ ˈ k uː n oʊ / SY-KOON-oh ), né le 4 juin 1991 en Californie du Sud, est un vidéaste web et streameur américain. Il est surtout connu pour ses lives sur la plateforme de diffusion en direct Twitch. Il a également été diffusé en exclusivité sur YouTube de mai 2022 à mai 2024.

## Vie privée
Sykkuno est né le 4 juin 1991 en Californie du Sud et il est d'origine chinoise et vietnamienne. Il a deux sœurs.

## Biographie

### Carrière sur Twitch
Bien que son compte Twitch soit actif depuis le 14 novembre 2011, Sykkuno commence à diffuser régulièrement en avril 2019 après avoir été encouragé par sa collègue streameuse et membre d'OfflineTV membre de  LilyPichu. Il gagne rapidement en popularité sur la plateforme, beaucoup attribuant cela à son comportement calme, sain et décontracté.
En avril 2021, Sykkuno participe à un stream caritatif d'une heure sur Among Us dans le cadre de The Tonight Show avec Jimmy Fallon, les membres de The Roots, les streamers Valkyrae et Corpse Husband, ainsi que les acteurs de Stranger Things Gaten Matarazzo et Noah Schnapp. Les bénéfices sont reversés à Feeding America,. Plus tard, en septembre 2021, Sykkuno organise un stream de sous-athon impromptu sur sa chaîne Twitch. Son dernier stream Twitch avant de passer sur YouTube a eu lieu le 30 avril 2022 .
En mai 2024, Sykkuno est revenu au streaming sur Twitch après la discrète expiration de son contrat avec YouTube.

### YouTube
Sykkuno commence à créer du contenu vidéo pour le jeu en ligne League of Legends en 2011 sur YouTube. Il commence sa carrière en publiant des vidéos de commentaires et de gameplay sur une ancienne chaîne nommée « Sykku », avant de créer une nouvelle chaîne en 2012, intitulée « Sykkuno ». Cette nouvelle chaîne deviendra plus tard sa chaîne principale, où il publie principalement des clips et des compilations de ses stream Twitch. Sykkuno continue de produire du contenu centré sur League of Legends avant de se diversifier vers d'autres jeux en ligne, tels que Among Us et Grand Theft Auto V, en collaboration avec d'autres créateurs de contenu de la communauté des joueurs,. Bien qu'il publie des vidéos de commentaires de jeu, Sykkuno ne montre pas son visage jusqu'à ce qu'il commence à diffuser avec une webcam sur Twitch en février 2020 .
En mai 2022, Sykkuno annonce qu'il quitte Twitch pour un contrat de streaming exclusif sur YouTube,. Il signe avec United Talent Agency pour une représentation en août 2022. Son dernier stream sur YouTube avant de revenir sur Twitch a eu lieu le 3 mai 2024.

## Filmographie

### Anime
| Année | Titre      | Rôle  | Remarques                    | Réf. |
| ----- | ---------- | ----- | ---------------------------- | ---- |
| 2022  | Tribe Nine | Jumau | épisode 11, doublage anglais | ,    |

### Clips musicales
| Année | Titre | Artiste(s)   | Rôle | Remarques | Ref.   |
| ----- | ----- | ------------ | ---- | --------- | ------ |
| 2022  | Dolls | Bella Poarch | se   | camée     | [ 16 ] |